# Unió per al Progrés de Cantàbria
Unió per al Progrés de Cantàbria (UPCA) va ser un partit polític d'àmbit únicament regional de la comunitat autònoma de Cantàbria (Espanya). El partit va ser fundat per Juan Hormaechea a la fi de l'any 1990, i figura inscrit en el Ministeri de l'Interior des del 23 de gener de 1991. Anteriorment, Juan Hormaechea havia participat de forma independent a les llistes de AP, però a les eleccions de 1991 va acudir a les urnes amb la seva pròpia formació, la UPCA. En aquestes eleccions el partit va obtenir 15 escons, però el PSC-PSOE va arribar als 16, sent la formació política més votada. El PP que anteriorment havia avalat la moció de censura contra Juan Hormaechea en 1990, va pactar amb UPCA donant de nou la presidència del Govern de Cantàbria a Juan Hormaechea.
Ja en l'any 1994, Hormaechea i tots els consellers del seu primer Govern (1987-1990) van ser jutjats per diferents càrrecs de prevaricació i malversació de fons públics, derivats de les irregularitats descobertes per la Comissió d'Investigació de l'Assemblea Regional que va fiscalitzar la seva gestió. La pena de 6 anys de presó a la qual s'enfrontava Juan Hormaechea es va deure a una malversació de 2.959.132 pessetes per anuncis emesos en la premsa i en la ràdio en 1989. De nou, amb diners públics, el president de Cantàbria Juan Hormaechea "atacava i insultava" als seus rivals polítics, segons la sentència judicial del TSJC. No obstant això, Hormaechea no va ingressar a la presó, gràcies a un indult que li va commutar 5 dels 6 anys de condemna. Després d'aquests esdeveniments, Unió per al Progrés de Cantàbria no va continuar favorablement i la seva imatge es va veure seriosament danyada. A les eleccions al Parlament de Cantàbria de 1995 la UPCA, ja sense Juan Hormaechea apartat pels processos judicials, va obtenir 7 escons, quedant com tercera força política seguit de prop del PRC que havia vist augmentat el seu nombre d'escons de 2 a 6. Després d'aquests resultats, la UPCA va ser perdent força i presència en els ajuntaments progressivament. A les eleccions al Parlament de Cantàbria de 1999 UPCA va perdre els 7 escons, quedant sense representació en el Parlament de Cantàbria.

## Resultats electorals

### Parlament de Cantàbria
| Any  | Vots        | %     | Escons  | +/- | Govern             | Ref   |
| ---- | ----------- | ----- | ------- | --- | ------------------ | ----- |
| 1991 | 99.194 (#2) | 34,11 | 15 / 39 | Nou | Coalició (1991-93) | [ 3 ] |
| 1991 | 99.194 (#2) | 34,11 | 15 / 39 | Nou | Minoria (1993-95)  | [ 3 ] |
| 1995 | 53.191 (#3) | 16,95 | 7 / 39  | 8   | Oposició           | [ 4 ] |
| 1999 | 9.743 (#5)  | 3,15  | 0 / 39  | 7   | Extraparlamentari  | [ 5 ] |